# Воденичка (Каменичка) река
Воденичка река (након села Каменица овај ток се зове још и Каменичка река) настаје на коти 1384 м спајањем Јеловог дола и Студене баре и улива се у реку Височицу између села Изатовци и Браћевци на коти 755 м. Генерални правац тока јој је од севера ка југу а њено сливно подручје налази се између сливова Росомачке реке (запад) и Криводолштице (исток). Од Росомачке реке и непосредног слива реке Височице одваја их вододелница која идући од југа ка северу иде ободом Обрежа, пролази источно од Понора преко Вучје главе и у овом делу одваја Воденичку реку од непосредног слива реке Височице. Даље иде преко Сенокошке чуке (1328 м н. в.), Мешковог рида (1351 м н. в.), Црнака (1592 м н. в.) а затим преко Ровнице излази на државну границу са Републиком Бугарском код Бегове куле. У овом делу одваја Воденичку реку од Росомачке реке. Идући даље државном границом и то од Бегове куле (1668 м н. в.) на исток и југоисток преко Мучибабе (1719 м н. в.), Големог гувна (1580 м н. в.), Аџијине корије (1716 м н. в.), затим преко врхова са котама 1622 м н. в., 1613 м н. в., 1609 м н. в., 1423 м н. в., до врха са котом 1368 м н. в. код Равништа, где напушта државну границу. Након напуштања државне границе иде врхом Момцелија (1352 м н. в.), Раскршћа (1278 м н. в.), Бољевских врхова (1236, 1223 и 1234 м н. в.), па преко Била (1002 м н. в.) и Пљоске (826 м н. в.) све до ушћа Воденичке реке у Височицу. У овом делу вододелница одваја слив Воденичке реке од Криводолштице и непосредног слива реке Височице.

## Слив
Слив Воденичке реке је лепезастог облика с тим да је у доњем делу изузетно сужен и не прима воде ни једног тока, односно нема притока. Укупна површина слива Воденичке реке је 66,4 km². Лева саставница Воденичке реке, Јелов до извире испод Црног врха на коти 1780 м н. в. и формира свој ток јужно од Аџијине корије и укупне дужине је 3.809 km. На свом путу до споја са Студеном баром прима четири тока, два са леве стране, од којих је један стални ток а један повремени и два повремена са десне стране.
Спајањем Јеловог дола и Студене баре на коти 1384 м настаје Воденичка река која до свог ушћа формира ток укупне дужине 11.971 km. На свом путу од настанка па до ушћа, након само једног километра, код Ивковог вира прима воде своје десне притоке, повременог Безименог потока. Низводно, након још једног километра прихвата воде са леве стране такође Безименог потока мањег значаја. Прва значајнија притока је лева притока Сићелћа бара а чије воде се уливају на 2,5 km од настанка Воденичке реке. Следећа притока је такође значајна за ток Воденичке реке а то је десна притока Врла бара, која се улива на коти 956 м у ток Воденичке реке. Идући даље низводно, на уласку у село Сенокос, Воденичка река прихвата воде своје десне притоке, Безименог потока а у центру овог села прима своју најзначајнију притоку Градешчицу са леве стране. Након Сенокоса, односно након уливања Градешчице, Воденичка река тече на југ формирајући ток дужине нешто мање од 6 km и у овом делу нема ни једне леве притоке а са десне стране прихвата воде 5 мање значајних кратких повремених токова без имена. Река Врла бара извире испод Бегове куле формирајући свој ток укупне дужине 7.332 km. На свом путу прихвата воде своје две значајније притоке: десне притоке Гргурићеве баре, и леве притоке Свиновске реке, која има формиран ток укупне дужине 4.888 km, а извире испод Мучибабе. Трећа мање значајна притока је Јаворов поток и представља повремени ток. Најзначајнија притока је свакако река Градешчица. Овај ток настаје спајањем Црновршке баре и Сребрнске баре на коти 1293 м. Десна саставница, Црновршка бара извире западно од Црног врха и тече од извора до споја са Сребрнском баром током дужине 2,15 km. Лева саставница извире источно од Црног врха и формира свој ток укупне дужине нешто мање од 4 km.
Ток Градешчице од њеног настанка па до ушћа има укупну дужину 5,65 km и на свом путу прихвата воде само једне своје притоке, Карибањског потока, и то на 1,16 km од свог ушћа у Воденичку реку. Укупна дужина Карибањског потока је 5,3 km а извире југоисточно од Карибањског брда на коти 1500 м н. в.
На слици 4 дати су подужни профили Воденичке реке и њених саставница као и њене главне притоке, Градешчице. Срачунати средње уравнати падови износе:
- Воденичке реке од ушћа до њеног настанка, односно до спајања Јеловог дола са Студеном баром износи 33 ‰,
- Јеловог дола 83 ‰,
- Студене баре 79 ‰,
- Воденичке реке од извора Јеловог дола па до њеног ушћа у Височицу 42 ‰.

Воденичка река прави један водопад изнад села Сенокос.